# Universitat de Jordània
La Universitat de Jordània (àrab: الجامعة الأردنية, al-Jāmiʿa al-Urduniyya), sovint abreujada UJ, és una universitat pública situada a Amman, Jordània. Fundada el 1962 per reial decret, és la institució d' educació superior més gran i antiga de Jordània. Es troba a la capital Amman, a la zona de Jubaiha del districte universitari. Està composta per 20 facultats i més de 95 departaments.
El districte universitari on es troba la Universitat de Jordània és considerat una de les parts més desenvolupades d'Amman. La Universitat de Jordània és sovint sobrenomenada Universitat Mare (àrab: الجامعة الأُم, al-Jāmiʿa al-Umm), el sobrenom prové del fet que és la primera universitat de Jordània i ha graduat moltes figures públiques i polítiques que van assumir papers destacats al govern i als mitjans de comunicació.

## Història
Abans de la fundació de la Universitat de Jordània, la gent de Jordània havia exigit constantment que s'hi construís una universitat. Aleshores, a la dècada de 1950, la majoria dels estudiants jordans anaven a estudiar educació superior a l'estranger. El 1962, una delegació de l'exèrcit britànic es va reunir amb els comandants de l'exèrcit jordà per negociar els termes d'una ajuda del govern britànic destinat a ajudar amb l'establiment de la Universitat de Jordània. Abans que el rei Hussein bin Talal signés el reial decret, havia estat negociant amb el primer ministre Wasfi al-Tall pel que fa a l'establiment de la universitat, tots dos van acordar avançar-hi; i així el rei Hussein bin Talal va posar el primer ministre Wasfi Tal a càrrec d'establir la Universitat de Jordània.

## Acadèmics
La Universitat de Jordània ofereix programes de grau i postgrau. Compta amb 78 programes de grau i 143 programes de postgrau dividits en 109 màsters i 34 doctorats. Les facultats es classifiquen en tres àmbits: facultats científiques, facultats humanitàries i facultats mèdiques (de salut).

## Hospital Universitari de Jordània

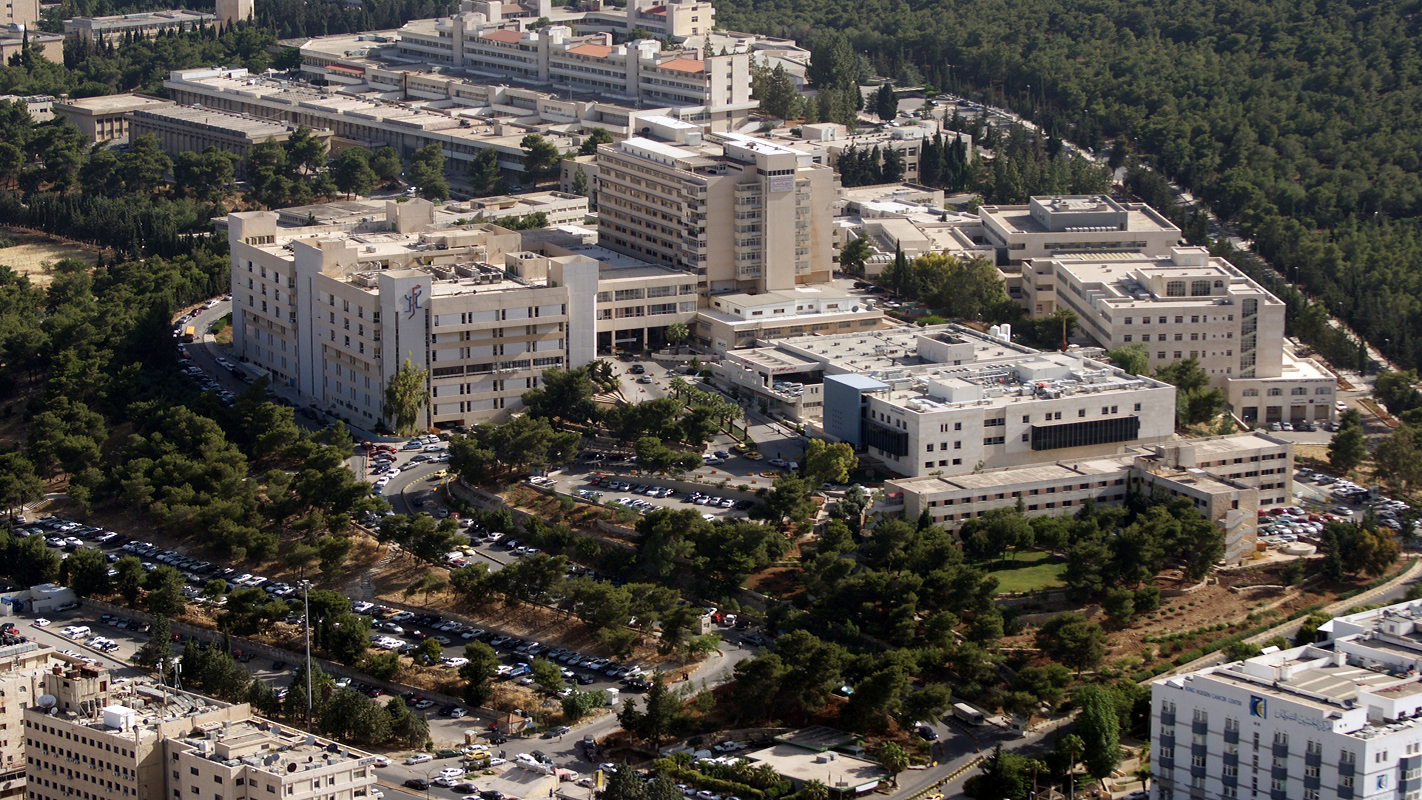
Edifici de l'Hospital Universitari

L'Hospital Universitari de Jordània, establert el 1973 i fusionat amb la Universitat de Jordània el 1976, és un dels hospitals més desenvolupats del país. Ha estat acreditat per moltes organitzacions, sobretot JCI i HACCP. També té afiliacions amb el King Hussein Cancer Center, que va ser el primer centre de càncer fora dels Estats Units a ser acreditat per la JCI Disease Specific Certification (DSC) el novembre de 2007.

## Recerca científica

### Col·leccions científiques

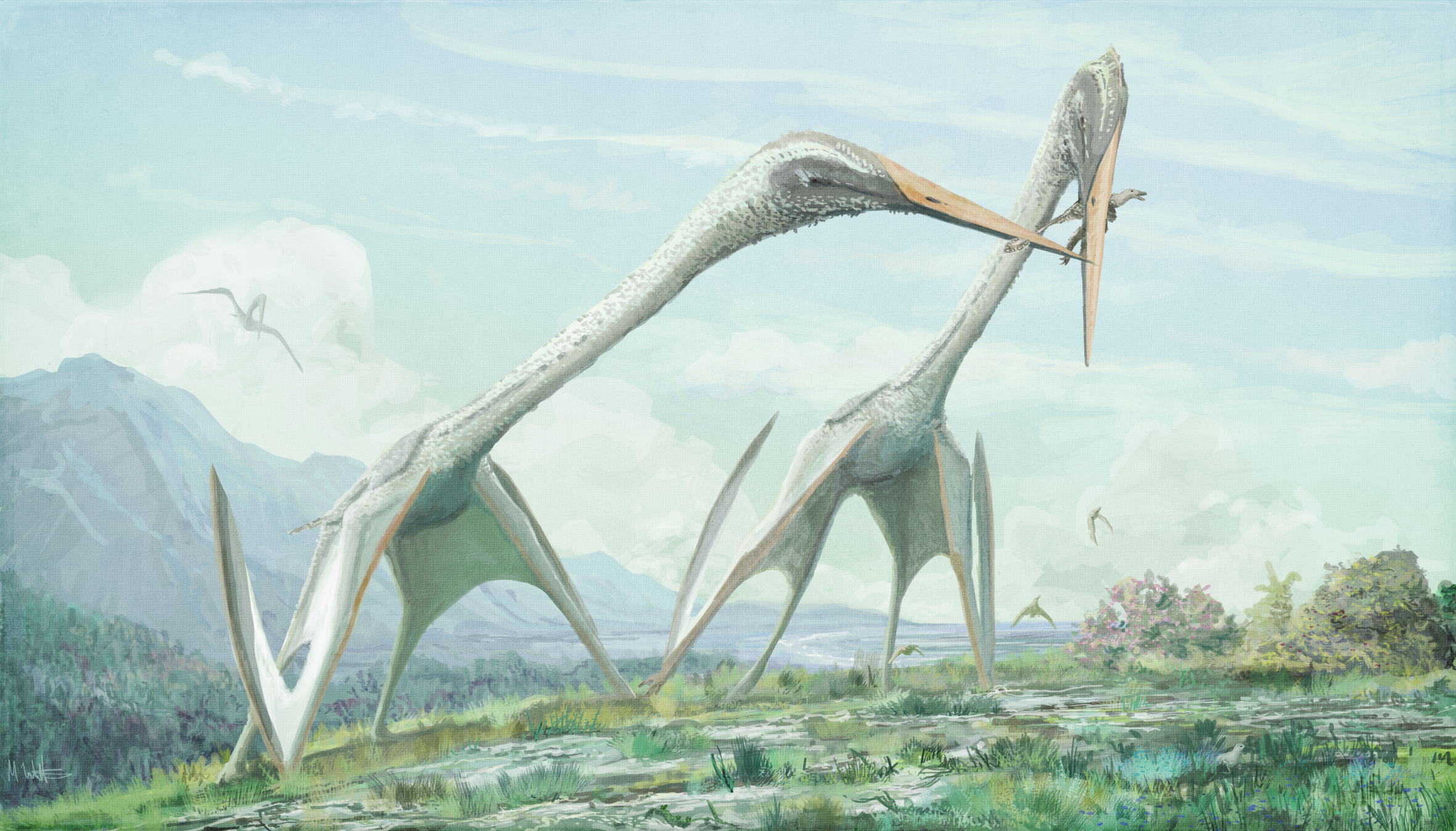
Els únics ossos fòssils descoberts al món del pterosaure Arambourgiania (descobert a Russeifa el 1943) es troben emmagatzemats a la Universitat de Jordània.

Les instal·lacions de recerca de la universitat contenen col·leccions de documents i manuscrits històrics, així com restes fòssils que es consideren de valuosa importància per a la comunitat científica, "entre les quals es troben els únics ossos fòssils descoberts al món d'Arambourgiania.

### Jordan University Press

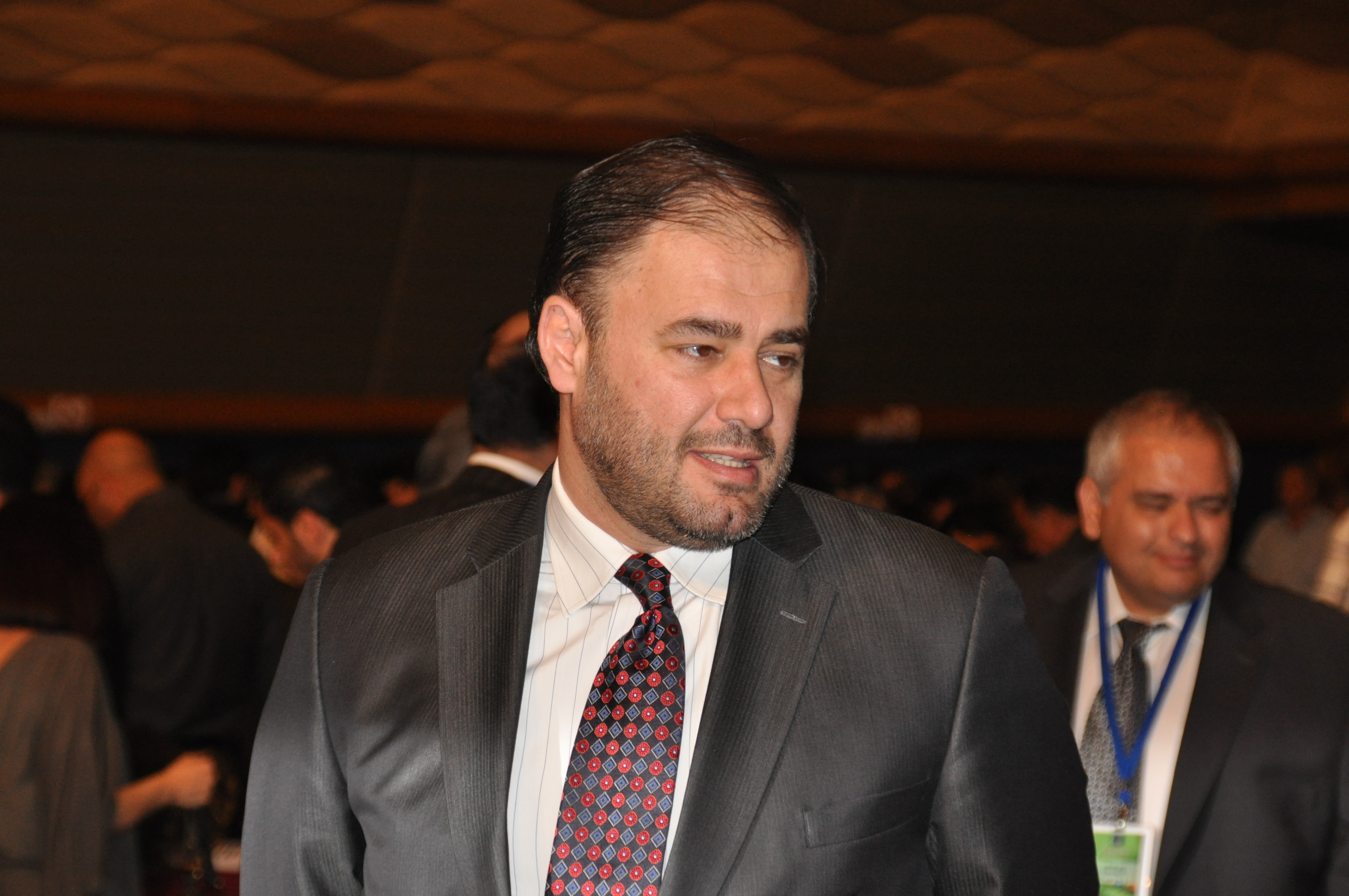
Wadah Khanfar, antic director general d'Al Jazeera

Segons la revista Nature, Jordània té el nombre més alt d'investigadors per milió de persones al món àrab i el 30è a tot el món En el seu objectiu de promoure la investigació científica, el Ministeri d'Educació Superior i Recerca Científica de Jordània va establir una col·laboració amb el Deganat d'Investigació Acadèmica de la Universitat de Jordània a principis dels anys noranta per publicar diverses revistes científiques internacionalment revisades per parells sobre els estàndards més alts en ciències socials i aplicades. així com les ciències mèdiques i farmacèutiques. Aquestes revistes són:
- Jordan Medical Journal (ISSN 0446-9283).[19]
- Jordan Journal of Pharmaceutical Sciences (ISSN 1995-7157)
- Jordan Journal of Business Administration
- Jordan Journal of Social Sciences
- Jordan Journal for History and Archaeology
- Jordan Journal of Agricultural Sciences

La University of Jordan Press publica la sèrie Dirasat Journal, revisada per parells internacional, i diverses altres revistes sobre literatura àrab, història àrab i de l'Orient Mitjà i cultura regional:
- Aqlam Jadidah, una revista de literatura àrab.[20]
- The Cultural Journal.[21]
- Dirasat Journal Series:
  - Agricultural Sciences (ISSN 1026-3764)[22]
  - Human and Social Sciences (ISSN 1026-3721)[23]
  - Administrative Sciences (ISSN 1026-373X)[24]
  - Educational Sciences (ISSN 1026-3713)[25]
  - Engineering Sciences (ISSN 1026-3764)[26]
  - Shari'a and Law Sciences (ISSN 1026-3748)[27]
  - Pure Sciences (ISSN 1560-456X)[28]

### Classificacions
La universitat de Jordània té les puntuacions d'admissió més altes per a la majoria de majors del país. Segons el rànquing Webometrics d'universitats mundials de 2021, és la universitat millor classificada a Jordània i la universitat número 11 del món àrab.
El 2021, QS va classificar la universitat a la franja 601-650 del món amb una puntuació de 5 estrelles, 101-150 per rànquing d'assignatures, desè al món àrab i 301-500 en ocupabilitat de graduats a nivell mundial. El mateix any, Times Higher Education va classificar la universitat dins de la franja 801-1000 a nivell mundial, 201-250 per a BRICS i economies emergents i 250-300 en el rànquing d'universitats asiàtiques.

## Antics alumnes

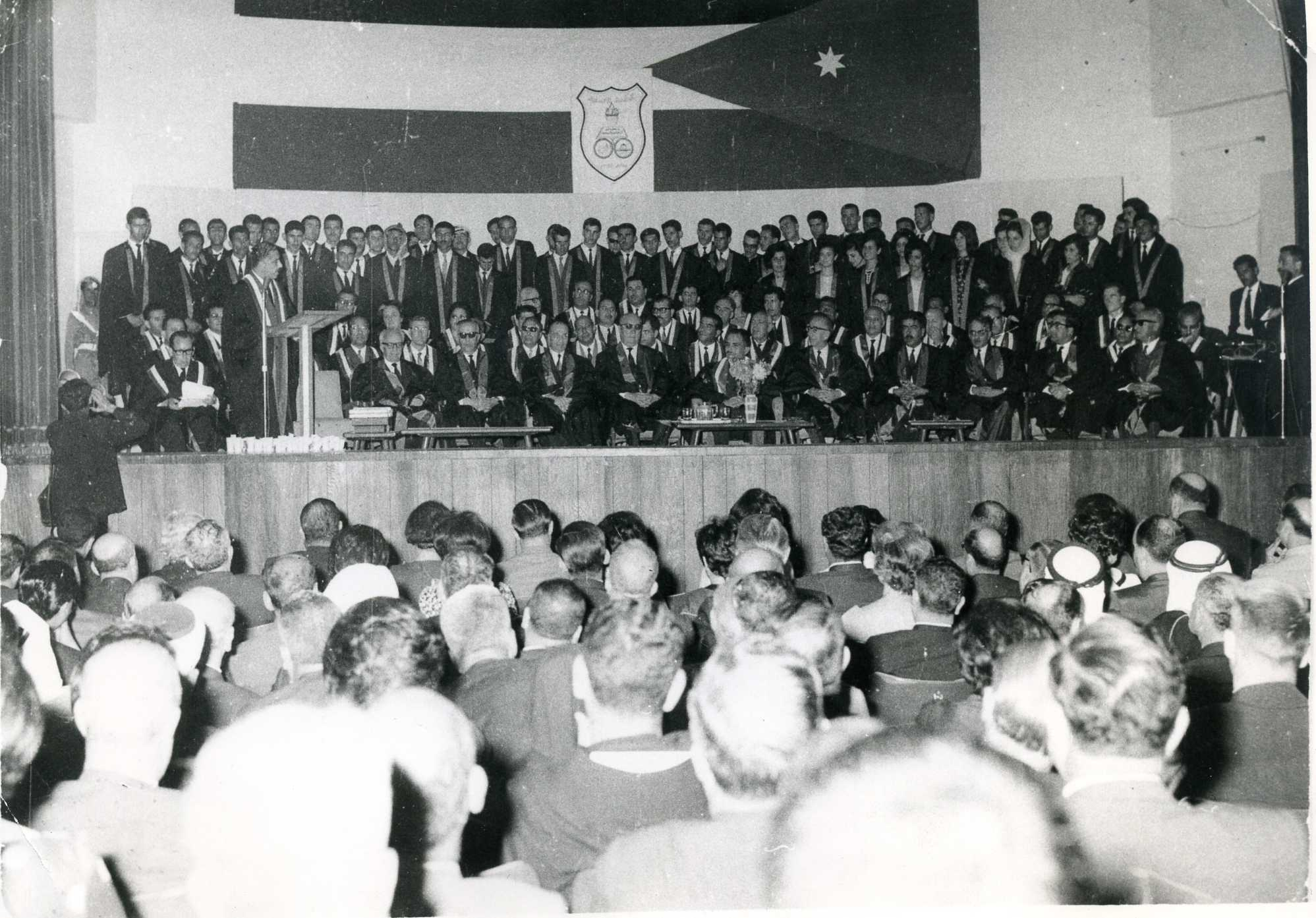
Primera cohort de graduats de la Universitat de Jordània, 1966. Hi assisteixen el rei Hussein (al mig), el primer ministre Wasfi al-Tlal (darrere del podi) i els professors universitaris.

Els graduats de la UJ han aconseguit llocs en molts camps a molts països, com ara govern, ciència, negocis, literatura i militar. Alguns antics alumnes notables són:
- Rami Hamdallah, antic primer ministre de Palestina
- Maha Ali, actual ministre d'Indústria, Comerç i Subministrament de Jordània
- Afroz Ahmad, funcionari indi
- Jeffrey Feltman, subsecretari d'estat dels Estats Units per a Afers del Pròxim Orient.
- Wadah Khanfar, antic director general de la xarxa de mitjans d' Al Jazeera.
- Hoshyar Zebari, ministre d'Afers Exteriors de l'Iraq.
- Malik R. Dahlan, professor de Dret Internacional i Política Pública Universitat Queen Mary de Londres, Càtedra Internacional, Associació de la Facultat de Dret de Harvard, President Institució Quraysh de Dret i Política
- Eid Dahiyat, antic ministre d'educació del Regne haxemita de Jordània.
- Zu'bi MF Al-Zu'bi, director de desenvolupament de la Universitat de Sydney, Austràlia i membre de l'Acadèmia d'Educació Superior del Regne Unit.
- Ehab Al Shihabi, director executiu d'operacions internacionals d'Al Jazeera Media Network.
- Yousef Al-Abed, químic, professor de l'Institut Feinstein d'Investigació Mèdica
- Alaa Wardi, músic i artista saudita
- Zulaikha Abu Risha, escriptora i activista